# Кірово (Білозерський район)
Кі́рово (рос. Кирово) — присілок у складі Білозерського району Курганської області, Росія. Входить до складу Світлодольської сільської ради.
Населення — 75 осіб (2010, 122 у 2002).